# حلاج محله (مقاطعة فومن)
حلاج محله (بالفارسية: حلاج محله) هي قرية تقع في قسم غوراببس الريفي في إيران. يقدر عدد سكانها بـ 86 نسمة بحسب إحصاء 2016.